# ژرژ ژرونیمی
ژرژ ژرونیمی (فرانسوی: Georges Géronimi‎; ۱۶ ژوئن ۱۸۹۲ – ۶ مارس ۱۹۹۴) بازیکن فوتبال اهل فرانسه بود.
وی در تیم ملی فوتبال فرانسه بازی کرده‌است.